# Bertil Berglind
Bertil Valdemar Berglind, född 14 april 1923 i Västerås, död 18 augusti 2017, var en svensk inredningsarkitekt.
Berglind, som var son till timmerman Gustav Berglind och Judith Lundquist, studerade vid Västerås yrkesskola för möbelsnickare och Carl Malmstens verkstadsskola. Han anställdes hos Carl Malmsten AB 1947, Svenska Hemslöjdsföreningarnas riksförbund 1950, Nils Strinnings arkitektkontor 1954 och String Design AB i Vällingby 1959.